# Афокальная оптическая система

Диаграмма пути света в афокальной системе.

Афока́льная опти́ческая систе́ма, телескопи́ческая опти́ческая систе́ма — оптическая система (фокусное расстояние которой неограниченно большое), преобразующая параллельный световой пучок в параллельный же, но с другим углом наклона по отношению к оптической оси. Предназначена главным образом для наблюдения удалённых объектов.
- Состоит из объектива, обращённого к наблюдаемому объекту, и окуляра, обращённого к глазу наблюдателя или объективу съёмочного аппарата.
- Объектив и окуляр взаимно расположены так, что передний фокус окуляра совмещён c задним фокусом объектива[1]. Оптическая длина такой системы равна сумме фокусных расстояний объектива и окуляра, а видимое увеличение — отношению фокусных расстояний объектива и окуляра.

## Особенности
Отличительным свойством афокальных систем является то, что лучи поступают в неё в виде параллельных пучков и выходят также в виде параллельных пучков. Предметы наблюдаются через телескопическую систему под углами, значительно отличающимися от углов наблюдения невооружённым глазом.
Если в качестве окуляра применена положительная оптическая система (например, симметричный окуляр), то такая система, дающая обратное изображение, называется системой Кеплера. К таким системам относятся зрительные трубы геодезических и астрономических инструментов. Объектив является входным зрачком. Выходной зрачок системы расположен за окуляром. Глаз наблюдателя, помещенный в выходном зрачке, сможет рассмотреть все изображение, так как через выходной зрачок проходят все пучки лучей. Если в качестве окуляра применена отрицательная оптическая система, то такая система называется системой Галилея. Она имеет применение в театральных биноклях.

## Принцип действия и характеристики
Совпадение соответствующих фокусов означает, что пришедшие от бесконечно удалённого объекта параллельные лучи света входят в объектив под одним, а выходят из окуляра под другим углом к оси оптической системы.

### Угловое увеличение
Также называется видимое увеличение.
Измеряется как отношение величин углов. Числовая величина увеличения равна отношению фокусных расстояний объектива и окуляра, является безразмерной величиной и записывается, например, как 20x.

### Разрешающая способность
Определяется диаметром входного зрачка системы и ограничивается дифракцией света на оправе или диафрагме входного зрачка.
- Критерий Релея даёт следующую формулу для расчёта: {\displaystyle \alpha _{R}=1.22\lambda /D},

где {\displaystyle \lambda } - длина волны,  {\displaystyle D} диаметр. {\displaystyle \alpha _{R}} выражается в радианах. 
- Упрощённая формула для диапазона видимого света ({\displaystyle \lambda } = 550 nm):

Если диаметр входного зрачка выражен в мм, разрешающая способность в угловых секундах равна {\displaystyle \alpha _{R}={140 \over D}}

## Применение
- Астрономические телескопы;
- Геодезические приборы;
- Бинокли;
- Перископы;
- Телескопические видоискатели;
- Телескопические насадки на съёмочную аппаратуру;